# Погуляев, Даниил Иванович
Даниил Иванович Погуляев (22 декабря 1895, Горы, Могилёвская губерния — 19 сентября 1974, Смоленск) — советский геолог, профессор Смоленского государственного педагогического института.

## Биография
Даниил Погуляев родился 22 декабря 1895 года в местечке Горы. После окончания учительской семинарии работал учителем в земской школе. В 1916 году Погуляев был призван на службу в царскую армию. Окончил школу прапорщиков, участвовал в боях Первой мировой войны. В 1918 году пошёл на службу в Рабоче-крестьянскую Красную Армию. Участвовал в боях Гражданской войны. Демобилизовавшись, учился в Смоленском университете, после его окончания занимался в аспирантуре при Московском государственном университете.
После окончания аспирантуры Погуляев преподавал в Смоленском государственном педагогическом институте, заведовал кафедрой геологии, руководил естественным факультетом, был проректором по научной работе. Кроме того, руководил Западным областным научно-исследовательским институтом. Участник Великой Отечественной войны
В послевоенное время Погуляев вновь преподавал в Смоленском государственном педагогическом институте, долгое время заведовал объединённой кафедрой физической географии и геологии. В 1957 году он стал доктором геолого-минералогических наук. Являлся автором большого количества научных работ, рассматривающих природные условия, полезные ископаемые и природные ресурсы Смоленской области. Кроме того, руководил Смоленской областной организацией общества «Знание».
Умер 19 сентября 1974 года, похоронен на Братском кладбище Смоленска.

## Награды
- Орден Ленина
- Орден Октябрьской Революции
- Орден Отечественной войны 1-й (9.6.1945[4]) и 2-й (11.8.1944[5], 6.9.1944[6]) степеней
- два ордена Трудового Красного Знамени
- Орден Красной Звезды (4.4.1944)[7]
- медали, в том числе[2][3]:
  - «За оборону Москвы» (1.5.1944)
  - «За оборону Ленинграда» (22.10.1942).